# PTS (anfibio)
Il veicolo PTS (o M 065) era un veicolo militare da trasporto cingolato anfibio sovietico, successore del K 61.

## La tecnica

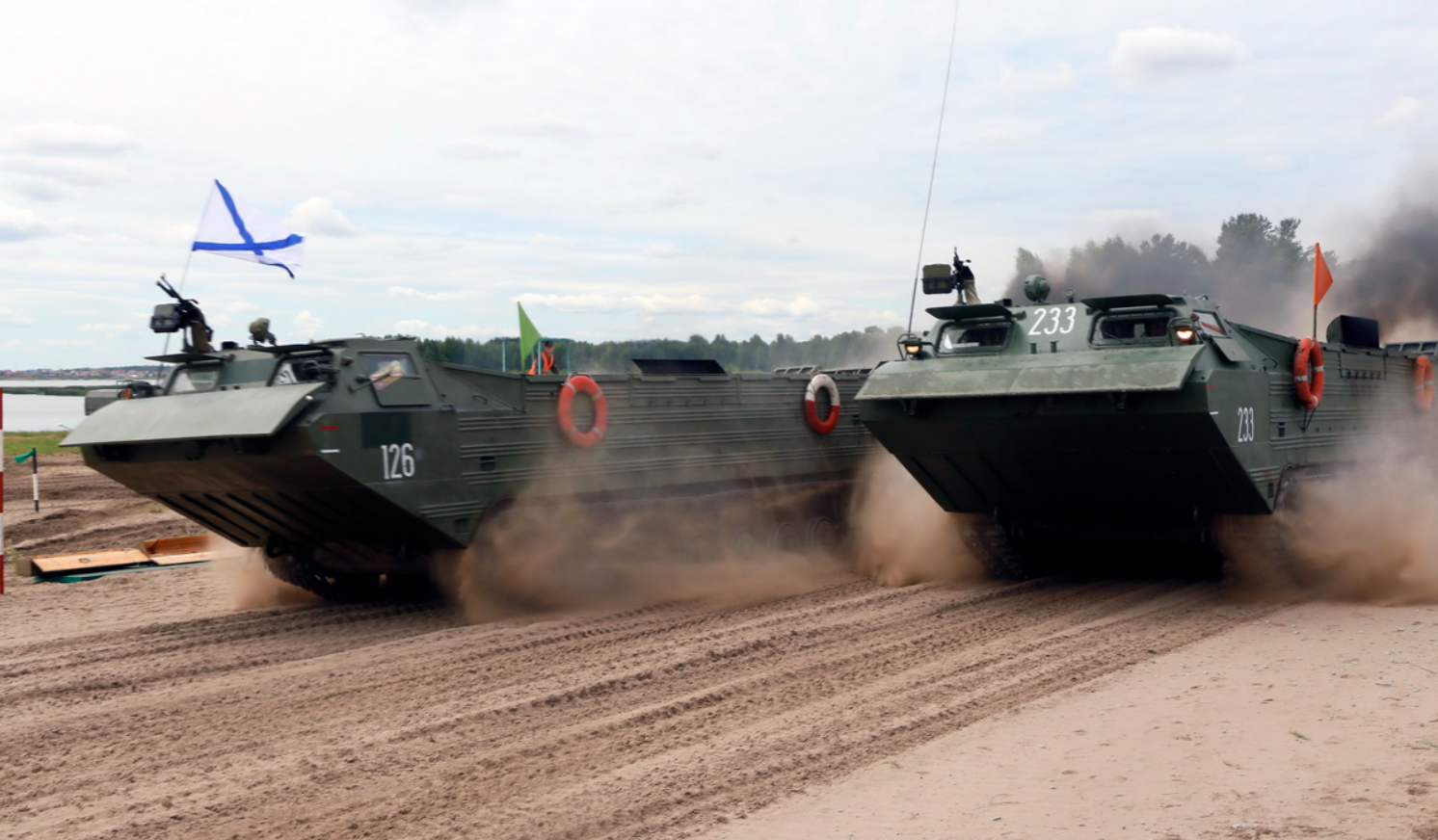
PTS semoventi in marcia

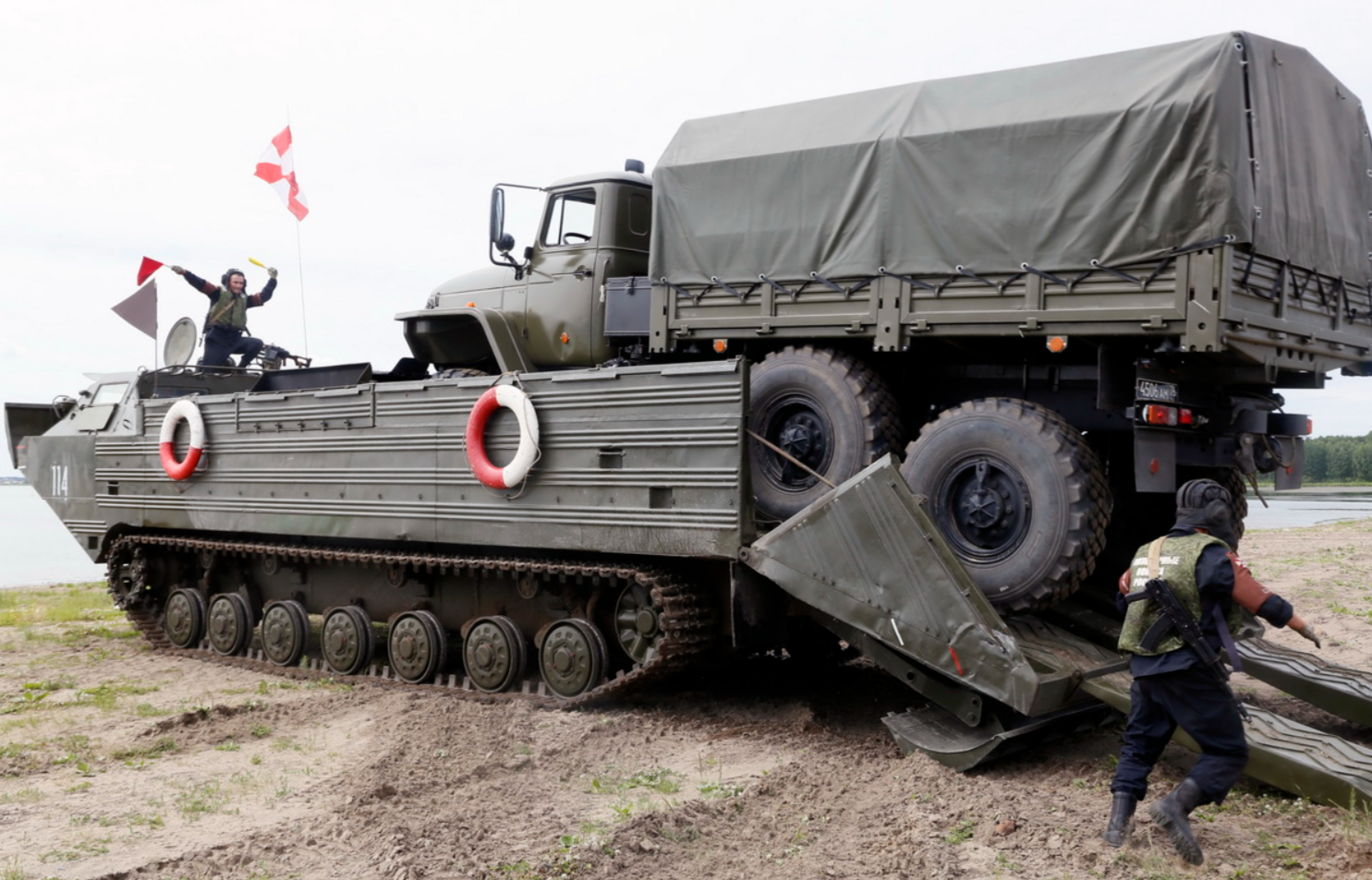
Caricamento dell'attrezzatura prima dell'attraversamento

Il PTS, dovendo sostituire il K 61, fu progettato per avere una forte capacità di carico rispetto a quella, già notevole, del predecessore. Il veicolo comunque riprese le linee generali del K 61, con uno scafo in acciaio e con la cabina dell'equipaggio molto avanzata, in modo da avere un vano di carico molto ampio che occupava completamente sia la parte centrale sia quella posteriore del veicolo. In questo modo era possibile utilizzare una rampa posteriore per il carico e lo scarico. La capacità di carico in acqua arrivava a 10 t, mentre a terra era limitata a 5 t. In alternativa al carico può trasportare 70 fanti completamente equipaggiati.
Il motore era situato nella parte inferiore del veicolo, con i tubi di scarico dei gas di combustione che fuoruscivano da entrambi i lati. Sembra che questa posizione, quando il veicolo trasportava truppe, fosse molto sgradita agli occupanti, che venivano notevolmente infastiditi dai fumi.
Il sistema di rotolamento era su 6 ruote gommate senza ruotini tendicingolo, la ruota motrice (anteriore) e la ruota di rinvio erano di diametro minore rispetto alle ruote portanti. La propulsione in acqua era ottenuta per mezzo di due eliche intubate, mentre la guida era garantita da due timoni. Prima dell'ingresso in acqua il veicolo doveva innalzare una piastra frangiflutti anteriore.
L'equipaggio fisso (2 uomini) aveva un compartimento completamente chiuso, a differenza di quanto avveniva sul K 61, dove il compartimento dell'equipaggio era aperto.  Tutta la parte riservata all'equipaggio quindi aveva una protezione NBC (Nucleare, Biologica, Chimica) completa, mentre la parte riservata al carico o alle truppe trasportate era completamente aperta.
Associato al PTS era il rimorchio (anche questo anfibio) PKP, fornito di due ruote e di due casse d'aria stabilizzatrici, prima dell'ingresso in acqua le casse d'aria (portate sollevate nel movimento a terra per limitare l'ingombro) dovevano essere ruotate di 180° e bloccate per aumentare la galleggiabilità del rimorchio stesso.
Il PTS oltre al modello base aveva un modello PTS-M, con capacità di trasporto carburante incrementata.
L'unica variante nota era una fornita di lanciarazzi posteriore usato per la bonifica dei campi minati, costruita in Polonia.

## L'impiego
Il PTS entrò in servizio a metà degli anni sessanta, in sostituzione del K 61. Fu distribuito, oltre che all'Armata Rossa, anche ai paesi del Patto di Varsavia e da Iraq, Siria ed Egitto.
L'unico impiego bellico di questo mezzo fu fatto dall'Egitto, che lo usò per attraversare il canale di Suez durante la guerra dello Yom Kippur.